# خوارزم دوكاستلجو

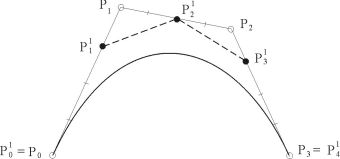

في التحليل العددي، خوارزمية دوكاستلجو (نسبة إلى مبتكره بول دوكاستلجو)، هو طريقة تكرارية لتقييم كثيرات حدود في صورة بيرنستين أو منحنيات بيزير. يمكن استعمالها أيضاً في فصل منحنى بيزير مفرد إلى منحنيات بيزيرية عند قيمة وسيطة اختيارية.
بالرغم من بطء هذا الخوارزم مقارنة بالطريقة المباشرة إلّا أنه أكثر استقراراً عددياً.

## تعريف
لتكن كثيرة الحدود B في صورة بيرنستين من الدرجة n
{\displaystyle B(t)=\sum _{i=0}^{n}\beta _{i}b_{i,n}(t),}
حيث b هي متعددة الحدود لبيرنشتاين أساسية، تكون كثيرة الحدود عن نقطة t0 قابلة للتقييم بفضل علاقة التكرار.
{\displaystyle \beta _{i}^{(0)}:=\beta _{i}{\mbox{ , }}i=0,\ldots ,n}
{\displaystyle \beta _{i}^{(j)}:=\beta _{i}^{(j-1)}(1-t_{0})+\beta _{i+1}^{(j-1)}t_{0}{\mbox{ , }}i=0,\ldots ,n-j{\mbox{ , }}j=1,\ldots ,n}
حينئذ، يكون تقييم {\displaystyle B} عند نقطة {\displaystyle t_{0}} ممكناً في {\displaystyle n} خطوة من الخوارزم. وتعطى النتيجة {\displaystyle B(t_{0})} بالعلاقة:
{\displaystyle B(t_{0})=\beta _{0}^{(n)}.}
بالإضافة لذلك، يمكن فصل منحنى بيزيه {\displaystyle B}عن نقطة {\displaystyle t_{0}} إلى منحنيين بنقطتي تحكم متتاليتين:
{\displaystyle \beta _{0}^{(0)},\beta _{0}^{(1)},\ldots ,\beta _{0}^{(n)}}
{\displaystyle \beta _{0}^{(n)},\beta _{1}^{(n-1)},\ldots ,\beta _{n}^{(0)}}

## مثال للتضمين
المثال التالي يتضمن خوارزم كاستلجو بلغة هاسكل:
```
import
 
Data.Array

deCasteljau
::
Array
 
Int
 
(
Double
,
Double
)
->
Double
->
(
Double
,
Double
)

deCasteljau
 
controls
 
t0
=

 
coefs
!
(
0
,
n
)

 
where

   
(
c0
,
n
)
=
bounds
 
controls

   
coefs
=
listArray
 
((
0
,
0
),(
n
,
n
))
 
$
 
map
 
deCasteljau'
 
[(
i
,
j
)
 
|
 
i
<-
[
0
..
n
],
 
j
<-
[
0
..
n
]]

   
deCasteljau'
 
(
i
,
0
)

       
|
 
i
>=
c0
 
=
 
controls
!
i
 

       
|
 
otherwise
 
=
 
0

   
deCasteljau'
 
(
i
,
j
)
 
=

       
let
 
(
x0
,
y0
)
=
coefs
!
(
i
,
j
-
1
)

           
(
x1
,
y1
)
=
coefs
!
(
i
+
1
,
 
j
-
1
)

       
in
 
((
1
-
t0
)
*
x0
 
+
 
t0
*
x1
,
 
(
1
-
t0
)
*
y0
 
+
 
t0
*
y1
)

```

## مثال
نرغب بتقييم كثيرة حدود بيرنستين من الدرجة 2 بمعاملات بيرنستين
{\displaystyle \beta _{0}^{(0)}=\beta _{0}}
{\displaystyle \beta _{1}^{(0)}=\beta _{1}}
{\displaystyle \beta _{2}^{(0)}=\beta _{2}}
عند النقطة t0.
نستهل المعاودة بـ
{\displaystyle \beta _{0}^{(1)}=\beta _{0}^{(0)}(1-t_{0})+\beta _{1}^{(0)}t_{0}=\beta _{0}(1-t_{0})+\beta _{1}t_{0}}
{\displaystyle \beta _{1}^{(1)}=\beta _{1}^{(0)}(1-t_{0})+\beta _{2}^{(0)}t_{0}=\beta _{1}(1-t_{0})+\beta _{2}t_{0}}
وبالتكرار الثاني يتوقف الاستدعاء الذاتي مع
{\displaystyle {\begin{aligned}\beta _{0}^{(2)}&=\beta _{0}^{(1)}(1-t_{0})+\beta _{1}^{(1)}t_{0}\\\ &=\beta _{0}(1-t_{0})(1-t_{0})+\beta _{1}t_{0}(1-t_{0})+\beta _{1}(1-t_{0})t_{0}+\beta _{2}t_{0}t_{0}\\\ &=\beta _{0}(1-t_{0})^{2}+\beta _{1}2t_{0}(1-t_{0})+\beta _{2}t_{0}^{2}\end{aligned}}}
وهي كثيرة الحدود المتوقعة من الدرجة  n.